# Dicranostomus
Dicranostomus is een geslacht van rechtvleugeligen uit de familie sabelsprinkhanen (Tettigoniidae). De wetenschappelijke naam van dit geslacht is voor het eerst geldig gepubliceerd in 1888 door Dohrn.

## Soorten
Het geslacht Dicranostomus omvat de volgende soorten:
- Dicranostomus monoceros Dohrn, 1888
- Dicranostomus nitidus Brunner von Wattenwyl, 1895